# Jindřich Roudný
Jindřich Roudný (14 febbraio 1924 – 10 maggio 2015) è stato un siepista cecoslovacco.

## Palmarès

### Europei
- 1 medaglia:
  - 1 oro (Bruxelles 1950 nei 3000 metri siepi)